# Família Clunies-Ross

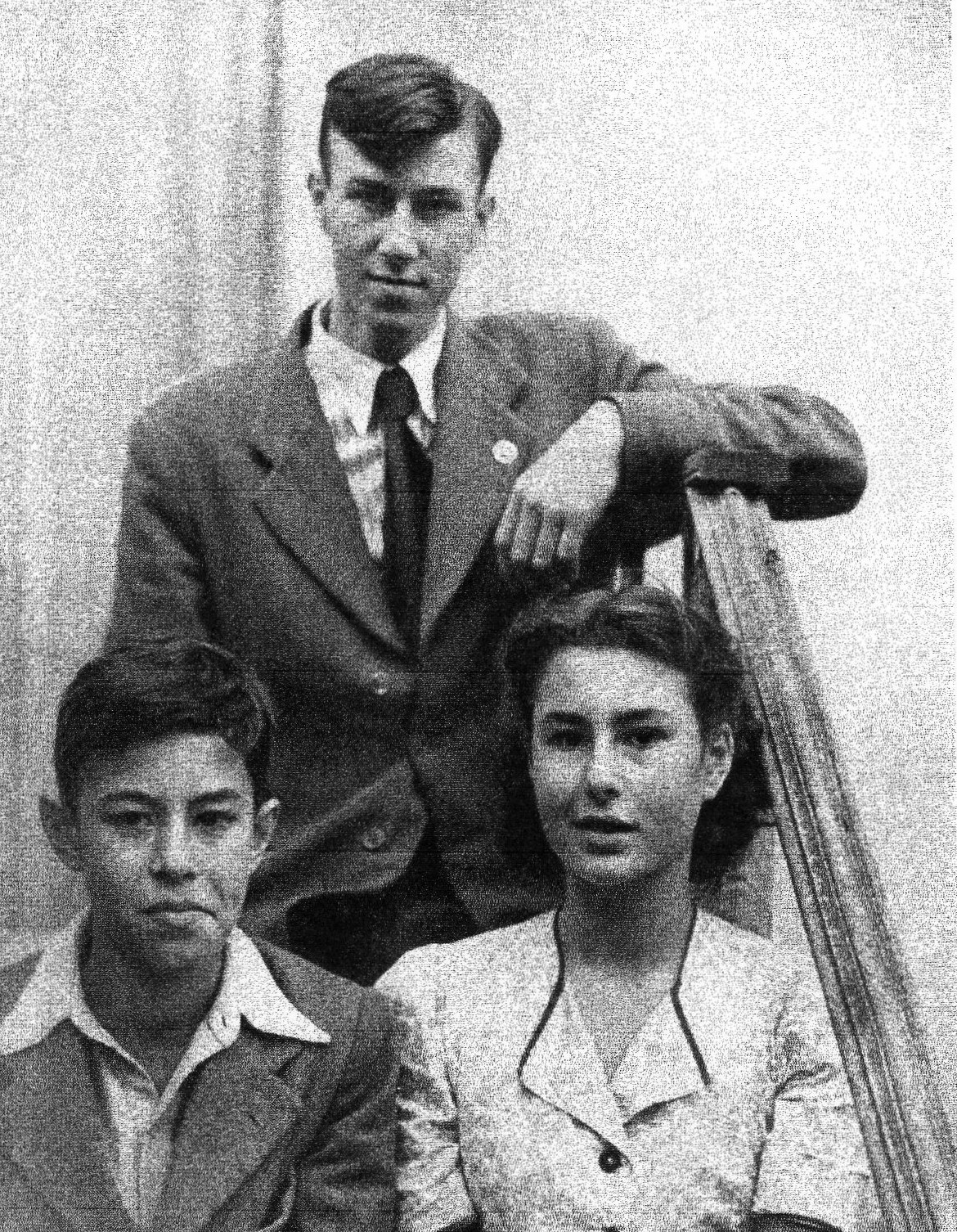
Família Clunies-Ross

A família Clunies-Ross foram os primeiros colonos das Ilhas Cocos, um pequeno arquipélago no Oceano Índico. De 1827 a 1978, a família governou as ilhas anteriormente desabitadas como um feudo privado, inicialmente como terra nullius e depois sob a soberania britânica (1857-1955) e australiana (1955-1978). O chefe da família era geralmente reconhecido como o magistrado residente e às vezes era chamado de "rei das Ilhas Cocos" - um título dado pela imprensa.

## Historia

### John Clunies-Ross
John Clunies-Ross era um comerciante natural das ilhas Shetland. Em 1813, ele estava em Timor como Terceiro Companheiro a bordo do navio Baroness Longueville, quando recebeu a oportunidade de se tornar capitão do brigadeiro Olivia, oportunidade que aproveitou.
Segundo informações, ele primeiro cruzou as águas das ilhas desabitadas de Cocos (Keeling) em 1825. Depois de observá-las, ele se mudou junto a sua família para morar em uma das ilhas em 1827. Na ilha ele plantou "centenas de coqueiros e trouxe trabalhadores malaios para colher as nozes", construindo um negócio de venda de copra. No início, os condenados javaneses eram usados como trabalhadores e "todos os tipos de crimes eram comuns", antes de "se livrar da classe criminosa e obter trabalhadores malaios". De acordo com um artigo de 1903 no jornal The Timaru, Herald Ross administrou sua pequena colônia e teve sucesso além das expectativas". Charles Darwin mencionou, após sua visita de 1836 ao HMS Beagle, que "encontrou os nativos em estado de liberdade", No entanto, o artigo deixou de fora a frase que se seguiu depois: "mas na maioria dos outros pontos eles são considerados escravos".

### John George Clunies-Ross
Em 1851, o filho de John Clunies-Ross, John George Clunies-Ross (Ross II), assumiu o cargo e, em 1857, o capitão britânico Stephen Grenville Fremantle visitou a ilha a bordo do HMS Juno, e tomou posse das ilhas em nome do governo da Majestade Britânica. Fremantle nomeou John George como superintendente das ilhas e partiu após três meses de férias na ilha. A administração da ilha não mudou em nada após sua anexação pela Grã-Bretanha, e permaneceu autonoma até quinze anos depois, quando outro navio britânico chegou para uma pesquisa completa da ilha. Há fontes que afirmam que Fremantle anexou as ilhas por engano, pensando que ele havia chegado às Ilhas Andaman ao inves das Ilhas Coco.

### George Clunies-Ross
Em 1871, filho de John George, George Clunies-Ross (Ross III), tornou-se superintendente após a morte do pai. [4] Foi durante sua administração, em 1885, que ocorreu a primeira inspeção anual por um representante do governo dos assentamentos do Estreito. Em 1886, a rainha Victoria concedeu as ilhas em perpetuidade à família Clunies-Ross. Representantes do governo dos assentamentos do Estreito eram enviados à ilha todos os anos e os relatórios refletiam que "os membros da família Clunies-Ross são hoje, em todos os sentidos da palavra, proprietários das ilhas, pois George Clunies-Ross possui leis e as interpreta, policia seu pequeno domínio, fornece sua própria moeda, controla todo o comércio e age como "o provedor universal" para satisfazer as necessidades da comunidade ".

### John Cecil Clunies-Ross
A família Ross administrou a ilha até 1978, quando o filho de George Clunies-Ross, John Cecil Clunies-Ross (Ross V), vendeu as ilhas para a Austrália por 2,5 milhões de libras (4,75 milhões de dólares). [7] A Commonwealth já administrava as ilhas desde 1955 e ameaçava a expropriação. A partir de 2007, John Cecil Clunies-Ross morava em Perth, Austrália Ocidental.

### John George Clunies-Ross
desde 2007, John George Clunies-Ross (1957) vive na Ilha Oeste.

## Reis das Ilhas Cocos
As datas na tabela são da árvore genealógica publicada pela Australian Broadcasting Corporation em sua série Dynasties de 2004.
| Reis                     | Nome real | Nascimento e Morte | Data da posse           | Fim da posse          |
| ------------------------ | --------- | ------------------ | ----------------------- | --------------------- |
| John Clunies-Ross        | Ross I    | 1786–1854          | 27 de fevereiro de 1827 | 26 de maio de 1854    |
| John George Clunies-Ross | Ross II   | 1823–1871          | 26 de maio de 1854      | 8 de junho de 1871    |
| George Clunies-Ross      | Ross III  | 1842–1910          | 8 de junho de 1871      | 7 de julho de 1910    |
| John Sydney Clunies-Ross | Ross IV   | 1868–1944          | 7 de Julho de 1910      | 14 de agosto de 1944  |
| John Cecil Clunies-Ross  | Ross V    | 1928–              | 14 de agosto de 1944    | 1 de setembro de 1978 |